# Alois Bartsch
Alois Bartsch (ur. 21 czerwca 1902 w Ścinawce Średniej, zm. 13 stycznia 1982 w Brilon) – niemiecki nauczyciel, wizytator szkolny, pisarz, dokumentalista ziemi kłodzkiej.

## Życiorys
Urodził się w 1902 roku w Ścinawce Średniej w rodzinie chłopskiej. Po ukończeniu studiów, objął w 1930 roku pierwszą posadę nauczycielską w Suszynie. Następnie pracował w innych szkołach na terenie hrabstwa kłodzkiego, w tym w rodzinnej Ścinawce Średniej. Po przesiedleniu w 1946 trafił do wschodnioniemieckiego Zeitz a w 1949 roku znalazł się w zachodnich Niemczech. Podjął pracę nauczyciela w Lippstadt w Nadrenii Północnej-Westfalii. W 1955 roku awansował na rektora szkoły św. Engelberta w Brilon, a pięć lat później został wizytatorem szkolnym.
Już we wczesnej młodości Bartsch pisał artykuły do lokalnych gazet „Volksblatt Neurode” i „Glatzer Anzeiger”. Razem z Konradem Goebelem założył gazetę regionalną „Grafschafter Bote” oraz rocznik „Grofschoaftersch Häämtebärnla”, których Bartsch był głównym redaktorem do swojej śmierci. Należał także do założycieli Grupy Regionalnej Hrabstwa Kłodzkiego (Heimatgruppe Grafschaft Glatz), Ziomkostwa Śląsk w Nadrenii Północnej-Westfalii (Landsmannschaft Schlesien). Był przewodniczącym władz centralnych hrabstwa kłodzkiego, honorowym przewodniczącym Noworudzkiego Zgromadzenia Powiatowego (Neuroder Kreisversammlung) oraz członkiem honorowym Kłodzkiego Towarzystwa Górskiego, Oddz. w Berlinie (Glatzer Gebirgsverein Berlin 1903).
Zmarł w 1982 roku w Brilon.
Został wyróżniony papieskim krzyżem honorowym Pro Ecclesia et Pontifice, Krzyżem Zasługi na Wstędze oraz Krzyżem Śląskim.

## Twórczość
Jego twórczość obejmuje głównie tomy dokumentalne dotyczące ziemi kłodzkiej:
- Die Grafschaft Glatz – Deutschlands Erker, Gesundbrunnen und Herrgottswinkel (Hrabstwo kłodzkie – wykusz Niemiec, studnia zdrowia i zakątek Pana Boga)
- Landschaft und Geschichte (Krajobraz i historia)
- Schulwesen der Grafschaft Glatz (System szkolnictwa w hrabstwie kłodzkim)
- Der Herrgottswinkel Deutschlands (W niemieckim zakątku Pana Boga)
- Die Mundart der Grafschaft Glatz (Gwara hrabstwa kłodzkiego)
- Alle Wege führen in die Heimat (Wszystkie drogi prowadzą do ojczyzny)

Jako autor kilku tomików poezji m.in. zbiorów Am Tor der Zeit, Bei ons derhääme i Häämte, liebe, goldene Häämte, śpiewogry Der Oschatoop, sztuki A Zoaspel aale Bekannte aus’m gleetzscha Lande w 1952 został członkiem koła artystów z Wangen (Wangener Kreis, Krąg Wangen).